# Robert Sean Leonard
Robert Sean Leonard (Westwood, Nova Jérsei, 28 de fevereiro de 1969) é um ator norte-americano. Quando criança, residiu no mesmo quarteirão que o ator Casper Van Dien, onde brincavam de kart. Já adulto e introduzido no mundo "hollywoodiano", decidiu substituir seu nome do meio Lawrence pelo nome de seu irmão, Sean. É casado com Gabriella Salick desde julho de 2008, e tem duas filhas: Claudia e Eleanor.
Robert atuou na série televisiva House, M.D., interpretando o doutor James Wilson, um oncologista de renome no hospital universitário onde exerce o cargo de chefe de oncologia e atuante na comissão de transplantes. É considerado o melhor e único amigo de Dr. House (relacionamento parecido até mesmo fora das câmeras) e foi o primeiro ator a ser contratado para fazer parte do elenco da série.
O neo jersiano ficou conhecido principalmente por atuar na obra cinematográfica Dead Poets Society (A Sociedade Dos Poetas Mortos), representando Neil Perry, inclusive sendo quase contratado para a performance do revolucionário Norman Bates em Psicose. Também desempenhou papéis em uma infinidade de outros filmes e séries: My Two Loves (como Larry Taylor) e The Manhattan Project (como Max), ambos no mesmo ano, e ainda em Bluffing It (como Rusty Duggan), My Best Friend Is a Vampire (como Jeremy Capello, o protagonista), Mr. & Mrs. Bridge (como Douglas Bridge crescido), Married to It (como Chuck Bishop), Much Ado About Nothing (como Claudio), Swing Kids (como Peter Müller), The Age of Innocence (como Ted Archer), Safe Passage (como Alfred Singer), Killer: A Journal of Murder (como Henry Lesser), The Boys Next Door (como Barry Klemper), I Love You, I Love You Not (como Angel of Death), In the Gloaming (como Danny), Standoff (como Jamie Doolin, o protagonista), The Last Days of Disco (como Tom Platt), Ground Control (como Cruise), The Outer Limits (como Robby Archer; sexta temporada, episódio vinte: Nest), Wasteland (como o ex de Jesse; episódio cinco: My Ex-Friend's Wedding), Tape (como Jon Salter), A Glimpse of Hell (como Tenente Dan Meyer), Driven (como Demille Bly), Chelsea Walls (como Terry Olsen), The I Inside (como Peter Cable), A Painted House (como Jesse Chandler), até finalmente estrear na renomada House, M.D., de 2004 ao término da série, em 2012. Além disso, participou de várias peças teatrais, como algumas da Broadway: The Violet Hour (como John Pace Seavering), Long Day's Journey Into Night (como Edmund), e outras mais conhecidas como The Invention of Love (como Housman jovem).
É reconhecido entre o elenco de House, M.D. por detestar a imprensa e acasos sociais. Sempre escapa de eventos e fotos, apesar de dar as caras para algumas raras entrevistas.

## Prêmios e indicações
Prêmios
- 2001: Tony de melhor performance de ator numa peça - The Invention of Love

Indicações
- 1993: Tony de melhor performance de ator numa peça - Candida
- 1994: Young Artist Award de grupo de jovens de destaque em longa-metragem - Swing Kids
- 2003: Tony de melhor performance de ator numa peça - Long Day's Journey into Night